# 刘西林 (词作家)
刘西林（1919年1月11日—1998年12月4日），笔名锡林，男，河北沧县（今沧州）人，中国词作家，《解放区的天》词作者，晋绥边区战斗剧社演员，曾于延安鲁迅艺术文学院进修。